# Giovambattista Caligiuri
Giovambattista Caligiuri, detto Battista (Soveria Mannelli, 15 novembre 1944), è un politico italiano, esponente di Forza Italia e poi del Popolo della Libertà.

## Biografia

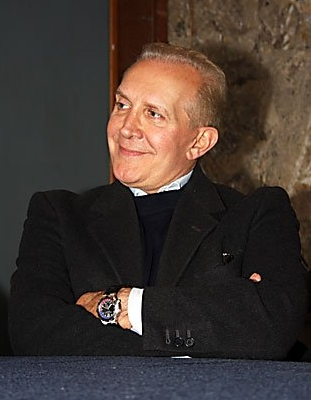
Giovambattista Caligiuri nell’aprile 2008

Laureato in economia e commercio, è imprenditore.
Tra i fondatori nazionali nel 1994 del movimento politico di Forza Italia, viene eletto consigliere regionale della Calabria nel 1995 nella maggioranza di centrodestra che prevale nelle elezioni di quell'anno.
Svolge il ruolo di Presidente della Giunta regionale, nominato nella seduta dell'11 agosto 1998 a seguito della crisi che ha portato alle dimissioni della Giunta guidata da Giuseppe Nisticò. Il nuovo esecutivo Caligiuri riceve l'appoggio esterno di AN e dell'UDR: nasce da un accordo tra le forze del Polo come una giunta a termine, per garantire l'approvazione del bilancio e consentire ai partiti di elaborare un'intesa complessiva sul programma. A novembre dello stesso anno si aprirà, infatti, una nuova fase di crisi che porterà tre mesi dopo ad un "ribaltone", con la contestuale formazione di una nuova maggioranza di centrosinistra.
Rieletto consigliere regionale nel 2000, diventa presidente del Consiglio regionale della Calabria, ma lascia l'incarico nel 2001 quando viene eletto alla Camera dei deputati. Nel corso della legislatura, svolge inoltre l'incarico di sottosegretario al Ministero delle Attività Produttive nel Governo Berlusconi III (tra il 2005 e il 2006). Nel 2008 viene eletto al Senato della Repubblica, candidato nelle liste del Popolo della Libertà in Calabria. Termina il proprio mandato parlamentare nel 2013.